# Храпанова, Мартина
Марти́на Храпа́нова (чеш. Martina Chrapánová; 14 декабря 1989) — словацкая биатлонистка, участница этапов Кубка мира в составе сборной Словакии.

## Биография
Мартина Храпанова родилась 14 декабря 1989 года. Заниматься биатлоном Храпанова начала в 10 лет. В 2006 году молодая словацкая биатлонистка дебютировала в Кубке IBU. На молодёжном уровне лучшим результатом в карьере Храпановой стало 11-е место в спринте, завоёванное на юниорском чемпионате мира 2008 года в немецком Рупольдинге. На чемпионатах Европы наиболее близкой к пьедесталу Мартина была в 2009 году в Уфе, когда в составе эстафетной сборной она заняла 5-е место.

## Кубок мира
В сезоне 2008/2009 на втором этапе Храпанова дебютировала в Кубке мира, где она выступила в эстафетной гонке, а также в спринтерской гонке. В следующий раз в Кубке мира словачка стартовала только в сезоне 2010/2011. Свои первые кубковые очки Храпанова завоевала в сезоне 2012/2013, когда сначала на 1-м этапе в Эстерсунде она заняла 39-е место в индивидуальной гонке, а затем на 2-м этапе в Хохфильцене 37-е место в спринте. После окончания сезона 2015/16 Мартина Храпанова завершила спортивную карьеру.

### Результаты выступлений в Кубке мира
| 2013/14 Итоги | 2013/14 Итоги | Эстерсунд | Эстерсунд | Эстерсунд | Эстерсунд | Хохфильцен | Хохфильцен | Хохфильцен | Анси | Анси | Анси | Оберхоф | Оберхоф | Оберхоф | Рупольдинг | Рупольдинг | Рупольдинг | Антхольц | Антхольц | Антхольц | Зимние Олимпийские Игры | Зимние Олимпийские Игры | Зимние Олимпийские Игры | Зимние Олимпийские Игры | Зимние Олимпийские Игры | Зимние Олимпийские Игры | Поклюка | Поклюка | Поклюка | Контиолахти | Контиолахти | Контиолахти | Холменколлен | Холменколлен | Холменколлен |
| Очков         | Место         | См        | Инд       | Спр       | Пр        | Спр        | Эст        | Пр         | Эст  | Спр  | Пр   | Спр     | Пр      | МС      | Эст        | Инд        | Пр         | Спр      | Пр       | Эст      | См                      | Спр                     | Пр                      | Инд                     | Эст                     | МС                      | Спр     | Пр      | МС      | См          | Спр         | Пр          | Спр          | Пр           | МС           |
| 0             | —             | —         | 68        | 78        | —         | 104        | —          | —          | —    | —    | —    | 67      | —       | —       | —          | —          | —          | —        | —        | —        | —                       | —                       | —                       | —                       | —                       | —                       | —       | —       | —       | —           | —           | —           | —            | —            | —            |

| 2012/13 Итоги | 2012/13 Итоги | Эстерсунд | Эстерсунд | Эстерсунд | Эстерсунд | Хохфильцен | Хохфильцен | Хохфильцен | Поклюка | Поклюка | Поклюка | Оберхоф | Оберхоф | Оберхоф | Рупольдинг | Рупольдинг | Рупольдинг | Антхольц | Антхольц | Антхольц | ЧМ Нове-Место | ЧМ Нове-Место | ЧМ Нове-Место | ЧМ Нове-Место | ЧМ Нове-Место | ЧМ Нове-Место | Холменколлен | Холменколлен | Холменколлен | Сочи | Сочи | Сочи | Ханты-Мансийск | Ханты-Мансийск | Ханты-Мансийск |
| Очков         | Место         | См        | Инд       | Спр       | Пр        | Спр        | Пр         | Эст        | Спр     | Пр      | МС      | Эст     | Спр     | Пр      | Эст        | Спр        | МС         | Спр      | Пр       | Эст      | См            | Спр           | Пр            | Инд           | Эст           | МС            | Спр          | Пр           | МС           | Инд  | Спр  | Эст  | Спр            | Пр             | МС             |
| 6             | 96            | —         | 39        | 69        | —         | 37         | 43         | 8          | 69      | —       | —       | 9       | 80      | —       | 9          | 83         | —          | 80       | —        | 16       | —             | 72            | —             | 66            | 8             | —             | —            | —            | —            | DNF  | 82   | DNS  | —              | —              | —              |